# Фрамбезія
Фрамбезія (англ. yaws; інші назви: тропічна гранульома, тропічний сифіліс, папілома, тропічний спірохетоз, піан) — тропічне антропонозне захворювання шкіри, кісток і суглобів, яке спричинює Treponema pallidum підвиду pertenue. Є найбільш поширеним невенеричним трепонематозом, який може перебігати впродовж багатьох років, як хронічне, рецидивуюче захворювання. Фрамбезія разом з беджелем і пінтою належить до ендемічних трепонематозів. Переважно поширена у тропічних і субтропічних регіонах.

## Історичні відомості
Хоча перший опис фрамбезії був зроблений у 1679 році Віллемом Пісо, археологічні знахідки вказують на те, що на фрамбезію пращури людей, цілком можливо, хворіли ще 1,6 мільйонів років тому.

## Актуальність
Це одне з перших захворювань, яке ВООЗ та ЮНІСЕФ у 1950-х роках вирішили викорінити. ВООЗ відновила глобальні зусилля щодо викорінення у 2012 році. Наразі є 15 країн, які ендемічні з фрамбезії. Нещодавно 3 країни, які були класифіковані як раніше ендемічні, повідомили про випадки підозри на повернення хвороби. Існує 76 країн і територій, раніше ендемічних по фрамбезії, яким потрібно підтвердити поточний статус викорінення хвороби. У травні 2016 року ВООЗ оголосила Індію вільною від фрамбезії. У 2021 році ВООЗ було зареєстровано 123 866 випадків фрамбезії.

## Етіологія
Фрамбезію спричинює Treponema pallidum pertenue — тонка спірохета, яку серологічно неможливо відрізнити від T. pallidum, що спричинює сифіліс. Як і всі спірохети, Treponema pallidum pertenue погано росте на поживних середовищах, чутлива до дезинфікуючих факторів та антибіотиків.

## Епідеміологічні особливості
Люди є джерелом інфекції, а діти — основним резервуаром. Фрамбезія передається при безпосередньому контакті зі шкірою інфікованої людини. Трепонеми, що спричинюють фрамбезію, знаходяться в основному в епідермісі. Проникнення збудника відбувається контактно через пошкоджену шкіру або слизові оболонки, але не статевим шляхом. Найбільш уразливою групою є діти віком до 15 років, з максимумом захворюваності від 6 до 10 років, що пояснюється великою кількістю подряпин та інших ушкоджень шкіри у цій віковій категорії.

## Патогенез
Збудник потрапляє в епідерміс, уражаючи шкіру. Виразкові ураження шкіри, що розвиваються на ранніх стадіях хвороби, заповнені спірохетами, які легко можуть передаватися іншій людині через незначні пошкодження шкіри. Далі збудник проходить у підшкірні лімфатичні судини і зрештою потрапляє у кров.
Фрамбезія, як і сифіліс, проходить наступні 4 етапи патогенезу:
1. первинний — початкове специфічне ураження шкіри, що розвивається в місці пошкодження;
2. вторинний — широке поширення трепонем призводить до множинних уражень шкіри, які схожі на первинні пошкодження;
3. латентний — клінічні прояви хвороби, як правило, відсутні, але ураження шкіри можуть надалі рецидивувати;
4. третинний — з'являються деформації кісток, ураження суглобів і м'яких тканин.

## Клінічні ознаки
Інкубаційний період триває від 9 до 90 днів, в середньому 3 тижні. Шкірні ураження характерні для первинної та вторинної стадії фрамбезії. Для третинного етапу типовим є залучення крім шкіри кісток та суглобів. Згідно з іншою класифікацією виділяють ранню та пізню фрамбезію. Рання фрамбезія включає в себе первинні та вторинні стадії з наявністю уражень шкіри. Пізня фрамбезія включає третинну стадію, коли пошкодження не є заразними.

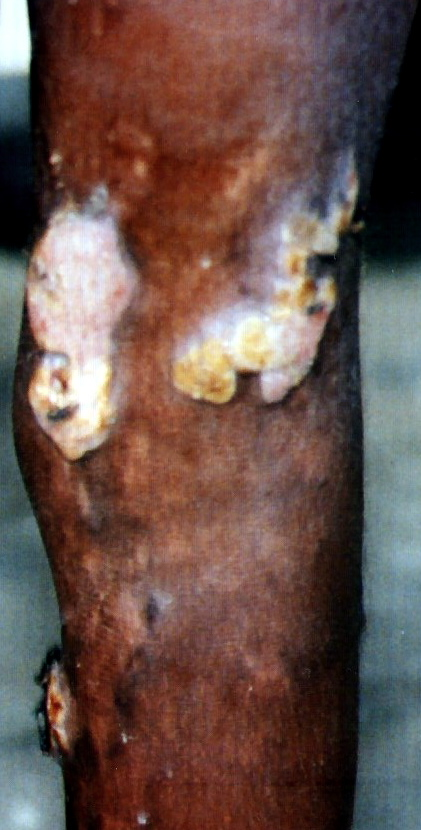
Фрамбезійні ураження у хлопця на нозі (Папуа Нова Гвінея)

### Первинна стадія
Починається, коли в місці пошкодження шкіри, подряпин або укусів розвивається материнська фрамбезія (первинний афект). Спочатку з'являється папула, що збільшується до папіломи або фрамбезіоми, має блідо-рожеве забарвлення, зазвичай не болить, іноді свербить і найчастіше локалізується на ногах або сідницях. Це первинне ураження розширюється по горизонталі до 1–5 см у діаметрі та трансформується у виразку материнської фрамбезії з ексудатом та жовтуватим струпом на її поверхні. Цю стадію можуть супроводжувати збільшення лімфатичних вузлів, гарячка і біль у суглобах. Фрамбезіоми проходять спонтанно через 3–6 місяців. Після загоєння, залишається атрофічний рубець з центральною гіпопігментацією і периферичною гіперпігментацією.

### Вторинна стадія
Виникає за 6–16 тижнів після початкової стадії, коли з'являються дисеміновані ураження шкіри, пошкодження кістки. Шкірні ураження нагадують материнські вогнища, але мають менші розміри (до 2 см у діаметрі) і часто розташовуються поруч з отворами тіла, зокрема, навколо рота і носа. Шкірні ураження розширюються, на них з'являються виразки і виділяється фібринозна рідина, яка містить багато трепонем. Ексудат приваблює мух. Вторинні ураження можуть бути у вигляді плям, папул, вузликів і гіперкератозу та тривають від декількох тижнів до 6 місяців. Клімат впливає на морфологію та кількість уражень. У сухий сезон, уражень менше і вони мають вигляд макул. Вторинні ураження гояться спонтанно і, як правило, не рубцюються і є оборотними. Ураження в пахвовій або паховій області нагадують кондиломи; ураження слизових оболонок — гіпертрофовані слизові плями. Папіломи на підошовній поверхні можуть утворювати товсті, гіперкератозні бляшки, що можуть стати потрісканими або ерозованими, супроводжуються болем, утрудненням при ходьбі і зумовлюють «крабоподібну» ходу. Залучення скелету включає болісний периостит і веретеноподібний набряк м'яких тканин плюсни і
п'ястку без ознак їхнього руйнування. Деякі з ранніх кісткових змін можна побачити на рентгенограмі.
У частини пацієнтів можуть розвиватися рецидиви з інтервалом до 5 років після зараження. Рецидивуючі ураження шкіри, як правило, локалізуються навколо рота, у перианальній зоні та навколо пахвової западини. Потім захворювання входить у неінфекційний латентний період, коли пацієнти не мають жодних ознак захворювання і більшість з них залишаються на цій стадії все своє життя.

### Третинна стадія
Виникає приблизно в 10 % хворих через 5–15 років після первинної стадії. Розвивається деструктивне ураження шкіри і м'яких тканин з розростанням грануляційної тканини, утворенням келоїдних рубців, що призводить до каліцтва і контрактур. Пізні ураження кісток та суглобів складаються з гіпертрофічного чи гумозного периоститу, остеїту і остеомієліту. Хронічний остеомієліт великогомілкової кістки може привести до деформації гомілок («шабля кавалериста»). Приблизно у 1 % пацієнтів виникає двосторонній гіпертрофічний остеїт зовнішніх носових щелеп, що може призвести до масового руйнування і перфорації носа та піднебіння (деструктивний назофарингіт — «гандоза»). Рідко може статися атрофія диску зорового нерва, демієлінізація та нейропатія.

## Діагностика
Діагностика ґрунтується, перш за все, на типових клінічних проявах та епідеміологічних даних (проживання або перебування в ендемічному регіоні, контакт з хворими на фрамбезію). Для виявлення збудника з шкірних уражень використовують темнопольну мікроскопію або прямий метод реакції імунофлюоресценції (РІФ). При використанні серологічних реакцій, у тому числі реакції Вассермана, треба пам'ятати, що вони дають перехресті позитивні результати у хворих на пінту, беджель та сифіліс, що обмежує їхнє діагностичне значення.

Зміни при фрамбезії — до та після специфічного лікування.

## Лікування
Лікування фрамбезії базується на своєчасному призначенні етіотропної антибактеріальної терапії. Препаратом вибору на всіх стадіях захворювання як і при сифілісу залишається пеніцилін. Доки не виявлено штамів Т. pallidum pertenue, резистентних до нього. У віддалених районах, де відсутня медична допомога і внутрішньом'язове введення пеніциліну не є можливим, перорально застосовують феноксиметилпеніцилін 7–10 днів. Емпірична антибактеріальна терапія повинна бути комплексною і охоплювати всі можливі патогени в контексті клінічних умов. У пацієнтів, які страждають на алергію до пеніциліну, альтернативними методами лікування є азитроміцин або доксициклін у середньотерапевтичних та вікових дозах. При вторинних бактеріальних ускладненнях та абсцедуванні можливі хірургічні втручання.

## Профілактика
Основні заходи профілактики фрамбезії ґрунтуються на проведенні санітарно-просвітницької роботи серед населення, особливо з груп ризику. Вкрай важливе дотримання відповідних санітарних норм та особистих заходів гігієни. Важливими є своєчасна діагностика, ізоляція та лікування хворих. Вакцини від фрамбезії не розроблено. Згідно з рекомендаціями щодо проведення післяконтактної профілактики, використовують пеніцилін або антибіотики другої лінії.
Наразі у суспільній профілактиці величезний акцент робиться на посиленні лабораторного підтвердження випадків та стандартизації збору даних про випадки фрамбезії як на національному, так і на глобальному рівнях.